# Associazione Calcio Cesena 1991-1992
Questa pagina raccoglie le informazioni riguardanti l'Associazione Calcio Cesena nelle competizioni ufficiali della stagione 1991-1992.

## Stagione
Nella stagione 1991-1992 il Cesena appena retrocesso dalla massima serie, si affida all'allenatore Attilio Perotti per ritornare subito in Serie A. La stagione inizia bene, il girone di andata si chiude in quinta posizione con 21 punti, a due sole lunghezze dalla zona promozione, poi dopo il giro di boa arriva un calo di condizione e di risultati, con i bianconeri che si devono accontentare dell'ottava posizione finale, ottenuta con 37 punti in classifica. Il miglior marcatore stagionale dei cesenati è il brasiliano Amarildo con 12 reti, delle quali 4 segnate in Coppa Italia e 8 in campionato. Nella Coppa Italia il Cesena supera nel primo turno il Perugia, mentre nel secondo turno viene messo fuori dalla competizione dalla Fiorentina.

## Rosa
| N. |                       | Ruolo | Calciatore               |
| -- | --------------------- | ----- | ------------------------ |
|    | Brasile (bandiera)    | A     | Amarildo Souza do Amaral |
|    | Italia (bandiera)     | D     | Costanzo Barcella        |
|    | Italia (bandiera)     | P     | Stefano Dadina           |
|    | Italia (bandiera)     | C     | Andrea Del Bianco        |
|    | Italia (bandiera)     | D     | Flavio Destro            |
|    | Italia (bandiera)     | C     | Vincenzo Esposito        |
|    | Italia (bandiera)     | P     | Alberto Fontana          |
|    | Italia (bandiera)     | C     | Paolo Giovannelli        |
|    | Jugoslavia (bandiera) | D     | Davor Jozić              |
|    | Italia (bandiera)     | C     | Christian Lantignotti    |
|    | Italia (bandiera)     | C     | Gianluca Leoni           |

| N. |                   | Ruolo | Calciatore           |
| -- | ----------------- | ----- | -------------------- |
|    | Italia (bandiera) | A     | Franco Lerda         |
|    | Italia (bandiera) | D     | Maurizio Marin       |
|    | Italia (bandiera) | C     | Filippo Masolini     |
|    | Italia (bandiera) | C     | Claudio Nitti        |
|    | Italia (bandiera) | A     | Antonino Pannitteri  |
|    | Italia (bandiera) | D     | Andrea Pepi          |
|    | Italia (bandiera) | C     | Adriano Piraccini    |
|    | Italia (bandiera) | C     | Paolo Pupita         |
|    | Italia (bandiera) | C     | Sergio Sopranzi      |
|    | Italia (bandiera) | C     | Alessandro Teodorani |
|    | Italia (bandiera) | C     | Franco Turchetta     |
|    | Italia (bandiera) | A     | Stefano Ceccarelli   |

## Risultati

### Serie B

#### Girone di andata
| Arbitro: | Bettin (Padova) |

|            |           |              |
| Protti 27’ | Marcatori | 38’ Amarildo |

| Arbitro: | De Angelis (Civitavecchia) |

|                     |           |             |
| Lerda 62’ Nitti 76’ | Marcatori | 43’ Lunerti |

| Arbitro: | Stafoggia (Pesaro) |

|                        |           |                 |
| Allegri 61’ Ceredi 64’ | Marcatori | 15’ Lantignotti |

| Cesena 22 settembre 1991 4ª giornata | Cesena                    | 0 – 0 | Lecce | Stadio Dino Manuzzi\| Arbitro: \| Merlino (Torre del Greco) \| |
| Arbitro:                             | Merlino (Torre del Greco) |       |       |                                                                |

| Reggio Emilia 29 settembre 1991 5ª giornata | Reggiana        | 0 – 0 | Cesena | Stadio Mirabello\| Arbitro: \| Guidi (Bologna) \| |
| Arbitro:                                    | Guidi (Bologna) |       |        |                                                   |

| Arbitro: | Pairetto (Nichelino) |

|           |           |  |
| Lerda 71’ | Marcatori |  |

| Cesena 13 ottobre 1991 7ª giornata | Cesena                        | 0 – 0 | Venezia | Stadio Dino Manuzzi\| Arbitro: \| Boemo (Cervignano del Friuli) \| |
| Arbitro:                           | Boemo (Cervignano del Friuli) |       |         |                                                                    |

| Arbitro: | Nicchi (Arezzo) |

|                         |           |               |
| Nappi 62’ Dell'Anno 65’ | Marcatori | 55’ Piraccini |

| Arbitro: | Chiesa (Milano) |

|              |           |                                    |
| De Vitis 36’ | Marcatori | 8’ Amarildo 18’ Lerda 45’ Masolini |

| Arbitro: | Bettin (Padova) |

|              |           |                |
| Masolini 62’ | Marcatori | 56’ Campilongo |

| Arbitro: | Cinciripini (Ascoli Piceno) |

|                            |           |           |
| Scarafoni 11’ Ferrante 78’ | Marcatori | 38’ Lerda |

| Arbitro: | Conocchiari (Macerata) |

|          |           |  |
| Lerda 2’ | Marcatori |  |

| Arbitro: | Pairetto (Nichelino) |

|                |           |                      |
| Bertarelli 19’ | Marcatori | 12’ (aut.) Mazzarano |

| Arbitro: | Collina (Bologna) |

|                               |           |  |
| Lerda 45’ (rig.) Masolini 86’ | Marcatori |  |

| Arbitro: | Scaramuzza (Mestre) |

|             |           |  |
| Parente 20’ | Marcatori |  |

| Arbitro: | Bazzoli (Merano) |

|                 |           |  |
| Rosa 62’ (aut.) | Marcatori |  |

| Arbitro: | Rodomonti (Teramo) |

|                              |           |           |
| Simonetta 10’ Di Stefano 78’ | Marcatori | 58’ Lerda |

| Arbitro: | Brignoccoli (Ancona) |

|                                                       |           |  |
| Cuicchi 27’ (aut.) Destro 53’ Lerda 81’ Turchetta 85’ | Marcatori |  |

| Arbitro: | Trentalange (Torino) |

|              |           |               |
| De Paola 63’ | Marcatori | 56’ Turchetta |

#### Girone di ritorno
| Cesena 26 gennaio 1992 20ª giornata | Cesena                      | 0 – 0 | Messina | Stadio Dino Manuzzi\| Arbitro: \| Cinciripini (Ascoli Piceno) \| |
| Arbitro:                            | Cinciripini (Ascoli Piceno) |       |         |                                                                  |

| Arbitro: | Cardona (Milano) |

|                |           |           |
| Centofanti 31’ | Marcatori | 36’ Leoni |

| Arbitro: | Arena (Ercolano) |

|  |           |            |
|  | Marcatori | 66’ Pagano |

| Arbitro: | Fucci (Salerno) |

|             |           |           |
| Moriero 33’ | Marcatori | 16’ Marin |

| Arbitro: | Boggi (Salerno) |

|                |           |             |
| Pannitteri 83’ | Marcatori | 31’ Scienza |

| Arbitro: | Cesari (Genova) |

|                |           |  |
| Turkyilmaz 81’ | Marcatori |  |

| Venezia 15 marzo 1992 26ª giornata | Venezia          | 0 – 0 | Cesena | Stadio Pierluigi Penzo\| Arbitro: \| Cardona (Milano) \| |
| Arbitro:                           | Cardona (Milano) |       |        |                                                          |

| Arbitro: | Scaramuzza (Mestre) |

|              |           |           |
| Amarildo 46’ | Marcatori | 65’ Nappi |

| Arbitro: | Brignoccoli (Ancona) |

|                          |           |              |
| Pannitteri 5’ Destro 65’ | Marcatori | 38’ Di Fabio |

| Arbitro: | Boemo (Cervignano del Friuli) |

|                     |           |  |
| Campilongo 33’, 84’ | Marcatori |  |

| Arbitro: | Rosica (Roma) |

|                  |           |                           |
| Lerda 45’ (rig.) | Marcatori | 1’ Ferrante 12’ Scarafoni |

| Arbitro: | Rodomonti (Teramo) |

|          |           |  |
| Aimo 75’ | Marcatori |  |

| Arbitro: | D'Elia (Salerno) |

|              |           |                |
| Amarildo 15’ | Marcatori | 65’ Bertarelli |

| Modena 10 maggio 1992 33ª giornata | Modena          | 0 – 0 | Cesena | Stadio Alberto Braglia\| Arbitro: \| Dinelli (Lucca) \| |
| Arbitro:                           | Dinelli (Lucca) |       |        |                                                         |

| Arbitro: | Quartuccio (Torre Annunziata) |

|                                  |           |  |
| Lerda 29’ Jozic 31’ Amarildo 67’ | Marcatori |  |

| Arbitro: | Trentalange (Torino) |

|              |           |  |
| Montrone 51’ | Marcatori |  |

| Arbitro: | Conocchiari (Macerata) |

|                    |           |                  |
| Pascucci 9’ (aut.) | Marcatori | 64’ M. Donatelli |

| Arbitro: | Dinelli (Lucca) |

|  |           |              |
|  | Marcatori | 35’ Amarildo |

| Arbitro: | Rodomonti (Teramo) |

|                             |           |                           |
| Lerda 32’ Amarildo 34’, 49’ | Marcatori | 60’, 83’ Ganz 85’ Saurini |

### Coppa Italia

#### Turni preliminari
| Arbitro: | Conocchiari (Macerata) |

|                                 |           |  |
| Cuttone 43’ (aut.) Amarildo 81’ | Marcatori |  |

| Arbitro: | Chiesa (Milano) |

|  |           |              |
|  | Marcatori | 72’ Amarildo |

| Arbitro: | Bazzoli (Merano) |

|                         |           |              |
| Borgonovo 12’ Dunga 25’ | Marcatori | 53’ Amarildo |

| Arbitro: | D'Elia (Salerno) |

|              |           |                                                  |
| Amarildo 53’ | Marcatori | 7’ M. Orlando 49’ (aut.) Piraccini 80’ Batistuta |